# Granuloma en anillo de fibrina
Un granuloma en anillo de fibrina, también conocido como granuloma en donut, es un hallazgo histopatológico  característico de la fiebre Q.    En la  tinción de hematoxilina-eosina , el granuloma en anillo de fibrina consta de una vacuola central lipídica (normalmente eliminada durante la fijación y tinción, dejando sólo un agujero vacío) rodeado por un anillo de fibrina rojo y denso, y  células epitelioides.  Los granulomas en anillo de fibrina también pueden ser vistos en enfermedad de Hodgkin y mononucleosis infecciosa.